# Chondrenchelys
Chondrenchelys problematica
Genre
Espèce
Chondrenchelys est un genre fossile de poissons cartilagineux est dont l'unique espèce est Chondrenchelys problematica. Chondrenchelys aurait été un poisson de taille relativement moyenne avec un corps allongé pouvant aller jusqu'à 1 m de longueur et qui avait une nageoire dorsale effectivement longue et un corps effilé en une pointe. Chondrenchelys avait deux grandes paires de plaques dentées dans chaque mâchoire.